# سان پیه‌ترو وال لمینا
سان پیه‌ترو وال لمینا (به ایتالیایی: San Pietro Val Lemina) یک کومونه در ایتالیا است که در استان تورین واقع شده‌است.

## خصوصیات
سان پیه‌ترو وال لمینا ۱۲٫۴۳ کیلومترمربع مساحت و ۱٬۵۰۱ نفر جمعیت دارد و ۴۵۱ متر بالاتر از سطح دریا واقع شده‌است.